# Liste des diocèses catholiques de Pologne
En Pologne, l'Église catholique romaine comprend quatorze archidiocèses dirigés par un archevêque et 28 diocèses dirigés par un évêque. Chacune des diocèses et archidiocèses est membre de la Conférence épiscopale de Pologne qui est une des plus importantes d'Europe, légèrement plus petite que celle d'Espagne, mais plus grande que celle du Royaume-Uni ou de l'Allemagne. La Conférence épiscopale de Pologne est aussi, et de loin, la plus établie dans toute l'Europe de l'Est.

## Liste des diocèses

### Province ecclésiastique de Białystok
- Archidiocèse de Białystok
  - Diocèse de Drohiczyn
  - Diocèse de Łomża

### Province ecclésiastique de Częstochowa
- Archidiocèse de Częstochowa
  - Diocèse de Radom
  - Diocèse de Sosnowiec

### Province ecclésiastique de Gdańsk
- Archidiocèse de Gdańsk
  - Diocèse de Pelplin
  - Diocèse de Toruń

### Province ecclésiastique de Gniezno
- Archidiocèse de Gniezno
  - Diocèse de Bydgoszcz
  - Diocèse de Włocławek

### Province ecclésiastique de Katowice
- Archidiocèse de Katowice
  - Diocèse de Gliwice
  - Diocèse d'Opole

### Province ecclésiastique de Cracovie
- Archidiocèse de Cracovie
  - Diocèse de Bielsko-Żywiec
  - Diocèse de Kielce
  - Diocèse de Tarnów

### Province ecclésiastique de Łódź
- Archidiocèse de Łódź
  - Diocèse de Łowicz

### Province ecclésiastique de Lublin
- Archidiocèse de Lublin
  - Diocèse de Sandomierz
  - Diocèse de Siedlce

### Province ecclésiastique de Poznań
- Archidiocèse de Poznań
  - Diocèse de Kalisz

### Province ecclésiastique de Przemyśl
- Archidiocèse de Przemyśl
  - Diocèse de Rzeszów
  - Diocèse de Zamość-Lubaczów

### Province ecclésiastique de Szczecin-Kamień
- Archidiocèse de Szczecin-Kamień
  - Diocèse de Koszalin-Kołobrzeg
  - Diocèse de Zielona Góra-Gorzów

### Province ecclésiastique de Warmie
- Archidiocèse de Warmie
  - Diocèse d'Elbląg
  - Diocèse d'Ełk

### Province ecclésiastique de Varsovie
- Archidiocèse de Varsovie
  - Diocèse de Płock
  - Diocèse de Varsovie-Praga

### Province ecclésiastique de Wrocław
- Archidiocèse de Wrocław
  - Diocèse de Legnica
  - Diocèse de Świdnica

## Sources
- (en) Cet article est partiellement ou en totalité issu de l’article de Wikipédia en anglais intitulé « List of Roman Catholic dioceses in Poland » (voir la liste des auteurs).